# アーク証券
アーク証券株式会社（Ark Securities Co., Ltd.）は本社を東京都千代田区に置く日本の証券会社である。

## 沿革
- 1949年 - 岡徳証券株式会社を設立。名古屋証券取引所の正会員となる。
- 1957年 - 真清証券株式会社と合併。
- 1987年 - 大阪証券取引所の正会員となる。
- 1988年 - 商号をアーク証券株式会社に変更。東京証券取引所の正会員となる。
- 1997年 - 大阪証券取引所の正会員を脱退。
- 2004年 - 大阪証券取引所の先物取引特別参加者となる。
- 2006年 - 本店登記を名古屋から現在の所在地に移転。

## 不動産部
同社は証券事業に加え、不動産部を持つ。
一部の所有物件内にはコンサートホール・多目的ホールを開設しており、2012年開設の「紀尾井町サロンホール」（紀尾井町アークビル内）および2013年開設の「アーク栄サロンホール」（アーク栄白川パークビル内）を所有する。紀尾井町サロンホールは「若手に発表の場を」との音楽家のかの香織の呼びかけに同社が賛同して開設されたもので、かの自身が総合監修に係わる。